# Thomisops bullatus
Thomisops bullatus är en spindelart som beskrevs av Simon 1895. Thomisops bullatus ingår i släktet Thomisops och familjen krabbspindlar. Inga underarter finns listade i Catalogue of Life.